# براییس افه
براییس افه (انگلیسی: Brays Efe؛ زادهٔ ۳۰ سپتامبر ۱۹۸۸) بازیگر و سلبریتی اهل اسپانیا است.
از فیلم‌ها یا برنامه‌های تلویزیونی که وی در آن نقش داشته است می‌توان به پاکیتا سالاس، داستانهای ناگفتنی اشاره کرد.